# Права ЛГБТ в Камбодже
Однополые сексуальные отношения легальны на территории Камбоджи. Возраст согласия составляет 15 лет, независимо от пола и сексуальной ориентации.
Король Камбоджи Нородом Сиамони поддерживают идею легализации однополых браков. Оппозиционная Партия национального спасения Камбоджи заявляла, что проведет референдум по этому вопросу, в случае если одержит победу на выборах. Прайд-парады Камбодже проводятся ежегодно с 2004 года и с каждым годом набирают популярность. В то же время многие представители ЛГБТ в Камбодже подвергаются различным видам дискриминации. Ряд правозащитных организаций, в том числе Камбоджийский центр по правам человека, CamASEAN и Радужное общество Кампучии, работают над снижением дискриминации секс-меньшинств и повышения уровня осведомленности общества о правах ЛГБТ.